# Alphabet arabe occidentalisé
 (février 2019).
Si vous disposez d'ouvrages ou d'articles de référence ou si vous connaissez des sites web de qualité traitant du thème abordé ici, merci de compléter l'article en donnant les références utiles à sa vérifiabilité et en les liant à la section « Notes et références ».
L’alphabet arabe occidentalisé est un système d'écriture de romanisation de l'arabe employant les 26 lettres de l'alphabet latin pour écrire l'arabe dialectal de manière translittérée.
De nombreux locuteurs de l'arabe, en général résidents dans les pays d'Europe ou d'Amérique, mais de filiation arabe, maitrisent le langage mais ne savent pas l'écrire dans sa forme originale, ils ont donc recourt à l'écriture translittérée en utilisant l’alphabet occidental.

## Lettres
| Lettre arabe | Lettre équivalente majuscule | Lettre équivalente minuscule | Ordre |
| --- | ---------------------------- | ---------------------------- | ----- |
| ا | A                            | a                            | 01    |
| ب | B                            | b                            | 02    |
| س (pour la prononciation en "ç") / ك (pour la prononciation en "k") | C                            | c                            | 03    |
| د (pour la prononciation en "da" simple) / ذ (pour la prononciation en "dha" simple) / ض (pour la prononciation en "da" appuyée) / ظ (pour la prononciation en "dha" appuyée) | D / DH                       | d / dh                       | 04    |
| و | E                            | e                            | 05    |
| ف | F                            | f                            | 06    |
| ج (pour la prononciation en "j") / (pour la prononciation en "gu") ݣ | G                            | g                            | 07    |
| ح (pour la prononciation en "h" appuyée) / ه (pour la prononciation en "h" légère)                                                                                            | H                            | h                            | 08    |
| ي | I                            | i                            | 09    |
| ج | J                            | j                            | 10    |
| ك | K                            | k                            | 11    |
| ل | L                            | l                            | 12    |
| م | M                            | m                            | 13    |
| ن | N                            | n                            | 14    |
| و | O                            | o                            | 15    |
| پ | P                            | p                            | 16    |
| ق | Q                            | q                            | 17    |
| ر | R                            | r                            | 18    |
| ص (pour la prononciation en "s" appuyée) / س (pour la prononciation en "s" simple)                                                                                            | S                            | s                            | 19    |
| ت (pour la prononciation en "T" simple) / ط (pour la prononciation en "T" appuyée) / ث (pour la prononciation en "th")                                                        | T / TH                       | t / th                       | 20    |
| و | U                            | u                            | 21    |
| ڤ | V                            | v                            | 22    |
| و | W                            | w                            | 23    |
| خ (pour la prononciation en "kh") | X                            | x                            | 24    |
| ي | Y                            | y                            | 25    |
| ز | Z                            | z                            | 26    |
| ء | ~                            | ~                            | 27    |